# 雙線鉛筆魚
雙線鉛筆魚，為輻鰭魚綱脂鯉目脂鯉亞目鱂脂鯉科的其一種，分布於南美洲亞馬遜河、马代拉河及蓋亞那沿岸淡水流域，體長可達2.8公分，棲息中底層水域，生活習性不明，可作為觀賞魚。